# 澀谷區議會

澀谷區議會(日语：しぶやくぎかい)，是日本東京都澀谷區的區議會。

## 簡介
議員數：34（根據2019年澀谷区議会議員選舉）
任期：4年
選舉區：僅一複數選區，投票採單記不可讓渡制